# Municipio de Deercreek
El municipio de Deercreek (en inglés: Deercreek Township) es un municipio ubicado en el condado de Pickaway en el estado estadounidense de Ohio. En el año 2010 tenía una población de 1700 habitantes y una densidad poblacional de 18,1 personas por km².

## Geografía
El municipio de Deercreek se encuentra ubicado en las coordenadas 39°33′43″N 83°7′11″O / 39.56194, -83.11972. Según la Oficina del Censo de los Estados Unidos, el municipio tiene una superficie total de 93.94 km², de la cual 93.47 km² corresponden a tierra firme y (0.5%) 0.47 km² es agua.

## Demografía
Según el censo de 2010, había 1700 personas residiendo en el municipio de Deercreek. La densidad de población era de 18,1 hab./km². De los 1700 habitantes, el municipio de Deercreek estaba compuesto por el 97.71% blancos, el 0.29% eran afroamericanos, el 0.18% eran amerindios, el 0.06% eran asiáticos, el 0.29% eran isleños del Pacífico, el 0.12% eran de otras razas y el 1.35% pertenecían a dos o más razas. Del total de la población el 0.24% eran hispanos o latinos de cualquier raza.